# لويس دوران
لويس دوران (بالإسبانية: Luis Durán Riquelme)‏ (2 يونيو 1979 في تشيلي - ) هو مدرب كرة قدم ولاعب كرة قدم تشيلي في مركز الدفاع. شارك مع منتخب تشيلي تحت 17 سنة لكرة القدم. أما مع النوادي، فقد لعب مع سانتياغو واندررز وميترا كوكار ‏ وDeportes Copiapó ‏ وDeportes Linares ‏ وDeportes Ovalle ‏ وPersis Solo ‏ ويونيون لا كاليرا وبيرسيتا تانغيرانغ.

## وصلات خارجية
- لويس دوران على موقع قاعدة بيانات كرة القدم.إي يو (الإنجليزية)
- لويس دوران على موقع Soccerway.com (الإنجليزية)
- لويس دوران على موقع عالم كرة القدم.نت (الإنجليزية)